# John Colville (1er baron Clydesmuir)
Pour les articles homonymes, voir John Colville.
David John Colville, 1er baron Clydesmuir, (13 février 1894 - 31 octobre 1954), est un homme politique unioniste écossais et un industriel. Il est directeur de l'entreprise sidérurgique de sa famille, David Colville &amp; Sons.

## Biographie
Fils unique de John Colville, de Cleland, Lanarkshire, il fait ses études à Charterhouse et au Trinity College, Cambridge.
Il sert pendant la Première Guerre mondiale avec le 6e bataillon des Cameronians (Scottish Rifles) et est blessé.
Il est candidat libéral national, sans succès, pour Motherwell aux élections générales de 1922. Il échoue de nouveau lors d'une élection partielle en janvier 1929 pour Midlothian et Peebles Northern, mais remporte le siège aux élections générales de mai 1929, demeurant député de la circonscription jusqu'en 1943. Il sert dans le gouvernement national comme secrétaire parlementaire du département du Commerce extérieur de 1931 à 1935, sous-secrétaire d'État pour l'Écosse de 1935 à 1936, secrétaire financier du Trésor de 1936 à 1938 et secrétaire d'État pour l'Écosse de 1938 à 1940.
Colville quitte le Parlement en 1943 pour devenir gouverneur de Bombay, poste qu'il occupe jusqu'en janvier 1948. Il assume plusieurs fois les fonctions de vice-roi et gouverneur général de l'Inde, en 1945, 1946 et 1947. À son retour de l'Inde il est élevé à la pairie comme baron Clydesmuir, de Braidwood dans le comté de Lanarkshire. De 1950 à 1954, Lord Clydesmuir est gouverneur de la BBC.
Colville est nommé conseiller privé en 1936 et est brigadier de la Royal Company of Archers. Il est Lord Lieutenant du Lanarkshire de 1952 jusqu'à sa mort.
Il épouse Agnes Anne Bilsland, fille de William Bilsland, en 1915. Ils ont un fils et deux filles.
Son fils, Ronald Colville (2e baron Clydesmuir) (en), est gouverneur de la Bank of Scotland.